# Sangiaccato di Chio
Il sangiaccato di Chio, o di Chios (in greco Σαντζάκι Χίου?), Sakız (in turco Sancak-ı Sakız), Scio (in italiano desueto), era una provincia ottomana di secondo livello (sangiaccato/sanjak o liva) centrato sull'isola orientale dell'Egeo di Chio. Il suo nome turco, Sakız, deriva dal prodotto più caratteristico dell'isola, il mastice.

## Storia
Posseduta dalla compagnia genovese Maona dal 1346, Chio (e le sue isolette di Psara e Oinousses) fu conquistata senza resistenza dall'Impero ottomano nel 1566, come ricompensa per la mancata conquista di Malta l'anno precedente, e annessa come sangiaccato dell'Eyalet dell'Arcipelago.
Con l'eccezione di un attacco fiorentino nel 1599, una breve occupazione da parte dei veneziani nel 1694-1695 durante la guerra di Morea, e le attività russe nell'area durante la guerra russo-turca del 1768-1774, l'isola rimase una provincia pacifica fino allo scoppio della guerra d'indipendenza greca. Durante questo periodo, il suo ruolo di importante snodo commerciale e principale punto di esportazione per le merci anatoliche (un ruolo che mantenne fino a quando fu eclissata dalla città portuale continentale di Smirne nel XVII secolo), così come la sua produzione unica di mastice (che era molto apprezzato dalle dame dell'harem del Sultano), le assicurò grande prosperità. La popolazione dell'isola era per lo più greco-ortodossa, con pochi cattolici di origine genovese, il cui potere fu molto diminuito dopo l'occupazione veneziana; la presenza turca era limitata al governatore e ai suoi amministratori, oltre ad una guarnigione di circa 2 000 soldati.
Chio fu devastata nel famigerato massacro di Chio nel 1822, quando le forze ottomane riconquistarono l'isola, che si era unita alla ribellione greca contro l'Impero, e massacrarono o vendettero come schiavi circa la metà dei suoi 80 000 abitanti. Tuttavia, l'isola recuperò un minimo della sua precedente prosperità e mantenne un'ampia autonomia dopo la fine della guerra d'indipendenza greca, fino a quando le riforme amministrative ottomane del 1866 la trasformarono in una provincia più regolare all'interno del Vilayet dell'Arcipelago. Tra il 1880 e il 1887, Chio fu anche la capitale del Vilayet dell'Arcipelago.
Nel 1912, il sangiaccato di Chio comprendeva le kaza (distretti) della stessa Chio, Kilimli (Calimno/Kalymnos), İleryoz (Lero/Leros) e Ahikerya (Icaria/Ikaria). Queste ultime, le isole più settentrionali del Dodecaneso, furono prese dall'Italia nell'estate 1912 durante la guerra italo-turca, mentre la stessa Chio fu catturata dai greci nel novembre 1912, durante la prima guerra balcanica.